# Auguste Marmont
Auguste Frédéric Louis Viesse de Marmont (Châtillon sur Seine, 20. srpnja 1774. – Venecija, 22. ožujka 1852.) bio je francuski general, maršal i istraživač.

## Životopis
Bio je sin bivšeg časnika. Kako je i sam želio postati vojnik, otac ga šalje u Dijon na sveučilište gdje je proučavao i matematiku, ali prvenstveno vojničke studije. Uključio se u Napoleonovu vojsku i svoj rok služio u Toulonu.
S Napoleonom je bio u osvajanjima u Egiptu. Godine 1799. se vraća u Europu. Godine 1801. postaje general-inspektor topništva.
Godine 1805. ga premještaju u Dalmaciju, gdje je obnašao dužnost vojnog zapovjednika za Dalmaciju, a nakon 1809. godine kao glavni guverner Ilirskih pokrajina djelovao je u Ljubljani.
Pokazao se sposobnim upraviteljem. Za njegovog mandata, a zahvaljujući njegovom angažmanu, dosta se učinilo na prometnoj gradnji po Dalmaciji (cestovne prometnice kroz Zagoru, Strada Marmont do Dubrovnika), za prosvjetu (francuske vlasti su uvele hrvatski i slovenski jezik u škole), a općenito su unaprijedile prosvjetu. U njegovo vrijeme se pokrenulo i prve novine na hrvatskom jeziku Kraglski Dalmatin.
Svoja djelovanja po Dalmaciji i Ilirskim pokrajinama je zapisao u svojim djelima, "Memoarima" i u putopisu "Putovanja maršala, vojvode od Dubrovnika".
Godine 1808. proglašen je vojvodom od Dubrovnika (duc de Raguse). Iste je godine vodio rat protiv Austrije, a u dosluhu s Osmanlijama.
Godine 1810. ponovno ga premještaju, ovoga puta u Španjolsku, pod zapovjedništvo Massene. Za vrijeme njegovog odmora u Ciudadu Rodrigu, u jesen 1811., morao je doći na dužnost glavnog zapovjednika u bitci kod Salamance.
Nakon Napoleonova pada, pristao je uz burbonsku stranku.
Umro je u Veneciji 1852.

## Djela
Djelovao je kao pisac. Napisao je sljedeća djela:
- Voyage en Hongrie, etc. (4 izdanja, 1837.);
- Voyage en Sicile (1838.);
- Esprit des institutions militaires (1845.);
- Cesar; Xenophon; i Memoari (8 izdanja, izdano nakon njegove smrti 1856.).

## Poveznice
- Marmontova ulica, u Splitu